# João de Oliveira Matos
João de Oliveira Matos Ferreira (Valverde, Fundão, 1 de Março de 1879 – Guarda, 29 de Agosto de 1962) foi um Bispo católico português. Foi Bispo Auxiliar da Guarda desde 1922 até à sua morte. Foi ainda fundador da Liga dos Servos de Jesus.
O seu processo de beatificação encontra-se em curso, tendo sido declarado Venerável pelo Papa Francisco a 3 de Junho de 2013. Para a beatificação é necessário o reconhecimento de um milagre através da sua intercessão.

## Vida e obra
Filho de António de Oliveira Matos Ferreira, D. João nasceu a 1 de Março de 1879 em Valverde, Fundão, Castelo Branco. Teve 4 irmãos, um dos quais seguiu igualmente a vida eclesiástica, tendo sido ordenado presbítero.
Foi ordenado presbítero a 28 de Março de 1903 e foi assistente pessoa do Arcebispo de Braga. De 1920 a 1923 foi Visitador Apostólico da Guarda. Foi nomeado Bispo Auxiliar da Guarda, com o título de Bispo Titular de Aureliopolis in Lydia. Recebeu a ordenação episcopal em 20 de Novembro de 1923, sob a presidência de D. José Alves Matoso, Bispo da Guarda. 
Fundou a Liga dos Servos de Jesus e desenvolveu uma vasta obra social e educativa. 
Faleceu na Guarda a 29 de Agosto de 1962, aos 83 anos de idade.

## Processo de beatificação
O processo de beatificação foi iniciado a 29 de Novembro de 1993. O processo local decorreu até 1998, tendo sido ratificado em 13 de Novembro de 1998. Foi enviado à Congregação para as Causas dos Santos, em Roma, em 2008.
O Papa Francisco aprovou o decreto que atesta as suas virtudes heróicas de D. João de Oliveira Matos e declarou-o 
Venerável a 3 de Junho de 2013.